# Stribor Kusturica
 (février 2018).
Si vous disposez d'ouvrages ou d'articles de référence ou si vous connaissez des sites web de qualité traitant du thème abordé ici, merci de compléter l'article en donnant les références utiles à sa vérifiabilité et en les liant à la section « Notes et références ».
Pour les articles homonymes, voir Kusturica.
Stribor Kusturica, né en 1979 à Sarajevo, est un musicien et acteur serbe.
Fils du réalisateur Emir Kusturica, il côtoie le milieu artistique dès sa plus jeune enfance. Après des études de littérature, il décide de faire de sa passion, la batterie, son métier. Il devient le batteur du No Smoking Orchestra.
En parallèle, il joue en 2004 dans La vie est un miracle, en 2007 dans Promets-moi, et Maradona en 2008, trois films réalisés par son père.
Il fonde un nouveau groupe en 2007, Stribor Kusturica & The Poisoners.